# Kokoszczyn (Grande-Pologne)
Pour les articles homonymes, voir Kokoszczyn.
Kokoszczyn (prononciation : [kɔˈkɔʂt͡ʂɨn]) est un village polonais de la gmina de Tarnowo Podgórne dans le powiat de Poznań de la voïvodie de Grande-Pologne dans le centre-ouest de la Pologne.
Il se situe à environ 4 kilomètres au nord de Tarnowo Podgórne (siège de la gmina), 22 kilomètres au nord-ouest de Poznań (siège du powiat et capitale régionale).

## Histoire
De 1975 à 1998, le village faisait partie du territoire de la voïvodie de Poznań.

Depuis 1999, Kokoszczyn est situé dans la voïvodie de Grande-Pologne.
Le village possède une population de 209 habitants en 2013.